# Фіаннамаїл мак Конайлл
Фіаннамайл (Фіаннамайл уі Дунхадо; гельською Fiannamail UI Dunchado; убитий в 700) — король гельського королівства Дал Ріади, правив з 697 по 700 рік.

## Біографія
Фіаннамайла називають онуком короля Дунхада І з Кенел Габран. Його братом був Бек, а близьким родичем — Дунхад Бек. У «Анналах Ульстера» він згадується як король Дав Ріад. Також повідомляється те, що він був убитий в 700 році. У «Анналах Тігернаха» Фіаннамайл названий тільки правителем ірландського королівства Дал Арайді (англ.). З середньовічних джерел відомо, що наприкінці VII століття кілька осіб оспорювали один у одного титул короля Дал Ріади: крім Фіаннамайла, це були брати Ейнбкеллах і Селбі з клану Кенел Лоарн. Після загибелі Фіаннамайла Селбаху вдалося стати єдиновладним правителем Дал Ріади.
Сином Фіаннамайла був Індрехтах, згодом колишній глава Кенел Габран.